# ThxSoMch
Carter De Filippis (Toronto, Ontario; 2001-2002), más conocido por su nombre artístico como ThxSoMch es un cantante y compositor canadiense de rock, hip-hop y música oscura. Carter inició su carrera en septiembre de 2022, cuando lanzó su sencillo «Runaway (Move Quick)». Su salto a la fama se dio cuando lanzó su sencillo más exitoso e importante, «SPIT IN MY FACE!». Dicho sencillo lo lanzó en noviembre de 2022, y, hasta agosto de 2023, había sobrepasado las 310 millones de reproducciones en Spotify y se posicionó en listas internacionales.
El estilo de ThxSoMch se diversifica en distintos géneros del rock, rap, hip-hop, punk rock, música oscura y rock alternativo.

## Carrera
El 4 de septiembre de 2022, ThxSoMch lanzó «Runaway (Move Quick)», su primer sencillo. Luego, el 12 de septiembre, lanzó su segundo sencillo, «Only Need My Baby! (SMOAGT)», seguido de «Like I'm British» el 22 de septiembre y «HOW YOU ALWAYS LOOK SO GOOD?» el 29 de septiembre, esta seguidilla de sencillos lo fue impulsando poco a poco, seguido de su quinto sencillo «Keep it Tucked».
Su sexto sencillo, «SPIT IN MY FACE!», el cual lanzó el 7 de diciembre de 2022, fue un éxito instantáneo. Ones to Watch elogió este tema y lo llamó un «himno del Indie rock oscuro». La canción llegó al puesto número nueve en la lista Billboard Hot Rock Songs de EE. UU. La canción también rozó la lista Billboard Hot 100, llegando justamente al puesto 100. 
Para enero de 2023, Carter lanzó su sencillo «Caroline». Poco después lanzaría se segundo sencillo más importante, «Hate.». Luego, lanzó «Crumbled» en abril de 2023, catalogado como un himno de la depresión y las decepciones amorosas.Este mismo mes anunció que su EP debut, «Sleez», se iba a lanzar el 19 de mayo de 2023.
Sleez incluyó 5 temas ya lanzados: «Hate.», «SPIT IN MY FACE!», «Keep it Tucked», "CAROLINE" y "Crumbled"; aparte de incluir tres temas nuevos: «Vile», «screws» y «Swap Places».
A mediados de 2023 e inicios de 2024 lanzó los temas «Waste my mind», «Spiral», «LOST!», «When The Devil Speaks...», «Hide Your Kids» y «that b*tch doesn't even kno my name...»; además de presentar dos demostraciones de posibles futuras canciones «super striped mini skirt» y «Even Liked U». 

## Curiosidades
ThxSoMch tiene amistades dentro de la música, con las cuales ha sacado canciones, tal es el caso de thekid.ACE, con el cual tiene dos canciones («Imperfect Girl», perteneciente a ThxSoMch, y «Bargain» perteneciente a thekid.ACE). También tiene una amistad con el cantante británico re6ce, con el cual tiene una canción llamada «LUVsick!» en el canal de reece (nombre real de re6ce), y además con el que salió de gira por Europa en 2023 y saldrá de gira por Estados Unidos en 2024.

## Discografía

### Miniálbumes
- Sleez (2023)

### Sencillos
| Título | Año  | Mejores posiciones en las listas | Mejores posiciones en las listas | Mejores posiciones en las listas | Mejores posiciones en las listas | Mejores posiciones en las listas | Mejores posiciones en las listas | Mejores posiciones en las listas | Mejores posiciones en las listas | Mejores posiciones en las listas | Certificaciones                                              | Álbum               |
| Título | Año  | CAN                              | AUS                              | AUT                              | GER                              | IRE                              | LAT                              | UK                               | US                               | WW                               | Certificaciones                                              | Álbum               |
| --- | ---- | -------------------------------- | -------------------------------- | -------------------------------- | -------------------------------- | -------------------------------- | -------------------------------- | -------------------------------- | -------------------------------- | -------------------------------- | ------------------------------------------------------------ | ------------------- |
| "Runaway (Move Quick)" | 2022 | —                                | —                                | —                                | —                                | —                                | *                                | —                                | —                                | —                                | —                                                            | Sencillos sin Álbum |
| "Only Need My Baby! (SMOAGT)" | 2022 | —                                | —                                | —                                | —                                | —                                | *                                | —                                | —                                | —                                | —                                                            | Sencillos sin Álbum |
| "Like I'm British" (con Yxng LJ) | 2022 | —                                | —                                | —                                | —                                | —                                | *                                | —                                | —                                | —                                | —                                                            | Sencillos sin Álbum |
| "How You Always Look So Good?" | 2022 | —                                | —                                | —                                | —                                | —                                | *                                | —                                | —                                |                                  | —                                                            | Sencillos sin Álbum |
| "Imperfect Girl" (con thekid.ACE) | 2022 | —                                | —                                | —                                | —                                | —                                | *                                | —                                | —                                |                                  | —                                                            | Sencillos sin Álbum |
| "Keep It Tucked" | 2022 | —                                | —                                | —                                | —                                | —                                | *                                | —                                | —                                |                                  | —                                                            | Sleez               |
| "Spit in My Face!" | 2022 | 67                               | 82                               | 67                               | 76                               | 50                               | 7                                | 56                               | 100                              | 121                              | - MC: Platinum - ARIA: Gold - RIAA: Platinum[cita requerida] | Sleez               |
| "Caroline" | 2023 | —                                | —                                | —                                | —                                | —                                | —                                | —                                | —                                | —                                | —                                                            | Sleez               |
| "Hate." | 2023 | —                                | —                                | —                                | —                                | —                                | —                                | —                                | —                                | —                                | —                                                            | Sleez               |
| "Crumbled" | 2023 | —                                | —                                | —                                | —                                | —                                | —                                | —                                | —                                | —                                | —                                                            | Sleez               |
| "Hide your kids" | 2024 | —                                | —                                | —                                | —                                | —                                | —                                | —                                | —                                | —                                | —                                                            | Sencillos sin Álbum |
| "—" representa una canción que no se encuentra en la lista, no tiene certificaciones o no fue lanzada en el territorio. "*" representa que la lista no existía en el momento de lanzamiento de la canción. |      |                                  |                                  |                                  |                                  |                                  |                                  |                                  |                                  |                                  |                                                              |                     |